# SMSS J031300.36−670839.3
SMSS J031300.36−670839.3 (được rút gọn là SMSS J0313−6708; viết tắt không chính thức thành SM0313 ), là một ngôi sao trong Dải Ngân hà ở khoảng cách 6.000 ly (1.800 pc) tính từ Trái đất. Với tuổi đời xấp xỉ 13,6 tỷ năm, nó là một trong những ngôi sao lâu đời nhất được biết đến. Một ngôi sao khác, HD 140283, được coi là già hơn, nhưng không chắc chắn về số của tuổi của nó. Điều này làm cho SM0313 trở thành ngôi sao lâu đời nhất được biết đến với một quyết định chính xác về tuổi của nó. Ngôi sao hình thành chỉ khoảng 100 triệu năm sau Vụ nổ lớn, và đã tỏa sáng được 13,6 tỷ năm. Giới hạn sắt rất thấp của ngôi sao dưới một phần mười triệu mức sắt của Mặt trời, cho thấy rằng đó là một trong những ngôi sao Dân số II đầu tiên, được hình thành từ một đám mây phân tử làm giàu bởi một trong những ngôi sao đầu tiên (Dân số III). SMSS J031300.36-670839.3 cũng có nguồn cung cấp carbon cao hơn nhiều so với sắt, lớn hơn gấp nghìn lần. Ngoài hydro, xuất hiện trong Vụ nổ lớn, ngôi sao còn chứa carbon, magiê và calci có thể được hình thành trong một siêu tân tinh năng lượng thấp. Methylidyne (CH) cũng được phát hiện bởi dòng hấp thụ của nó. Không có oxy hoặc nitơ đã được phát hiện. Ngôi sao là một người khổng lồ đỏ lớp K. 
Ngôi sao được phát hiện bởi một nhóm do các nhà thiên văn học của Đại học Quốc gia Úc dẫn đầu. Phát hiện này đã được báo cáo trong tập san Tự nhiên vào ngày 9 tháng 2 năm 2014  và chỉ ra rằng siêu tân tinh của thế hệ sao đầu tiên có thể không mạnh như trước đây.
Phát hiện này được thực hiện bởi SkyMapper, một kính viễn vọng quang học hoàn toàn tự động tại Đài thiên văn Siding Spring gần Coonabarabran, New South Wales, Úc. SkyMapper được xây dựng để thay thế Kính thiên văn Great Melbourne tại Núi Stromlo sau khi kính viễn vọng đó bị cháy trong vụ cháy rừng năm 2003 ở Canberra. Mục đích của nó là khảo sát toàn bộ bầu trời. 
| Sự phong phú nguyên tố so với Mặt trời |         |
| Yếu tố                                 | [M / H] |
| Lithi                                  | 0,7     |
| Carbon                                 | −2,6    |
| Magiê                                  | .83,8   |
| Calci                                  | −7      |